# Пятничная мечеть (Йезд)
Пятничная мечеть, соборная мечеть (перс. مسجد جامع‎ — масджед-е джом’э) в г. Йезд (Иран) — памятник средневековой архитектуры, основана в XII веке, значительно перестроена в 1324-1365 годах. Стены мечети богато орнаментированы. Мечеть расположена в центральной, старой части города, окружена кварталами с узкими улицами и традиционными глинобитными домами.

## Галерея

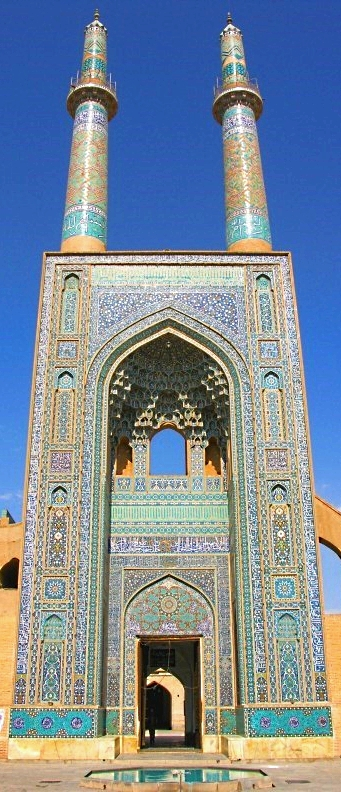
Портал
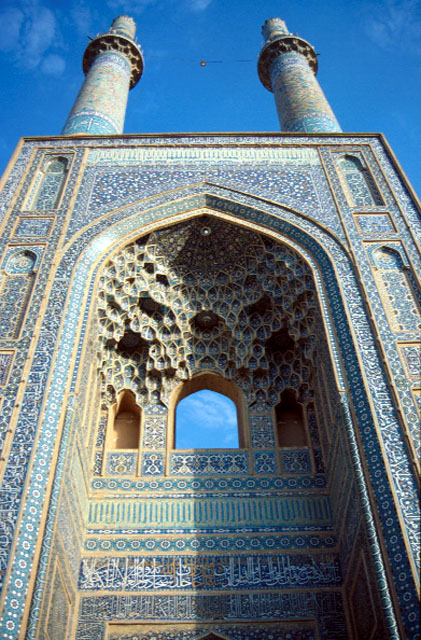
Минареты
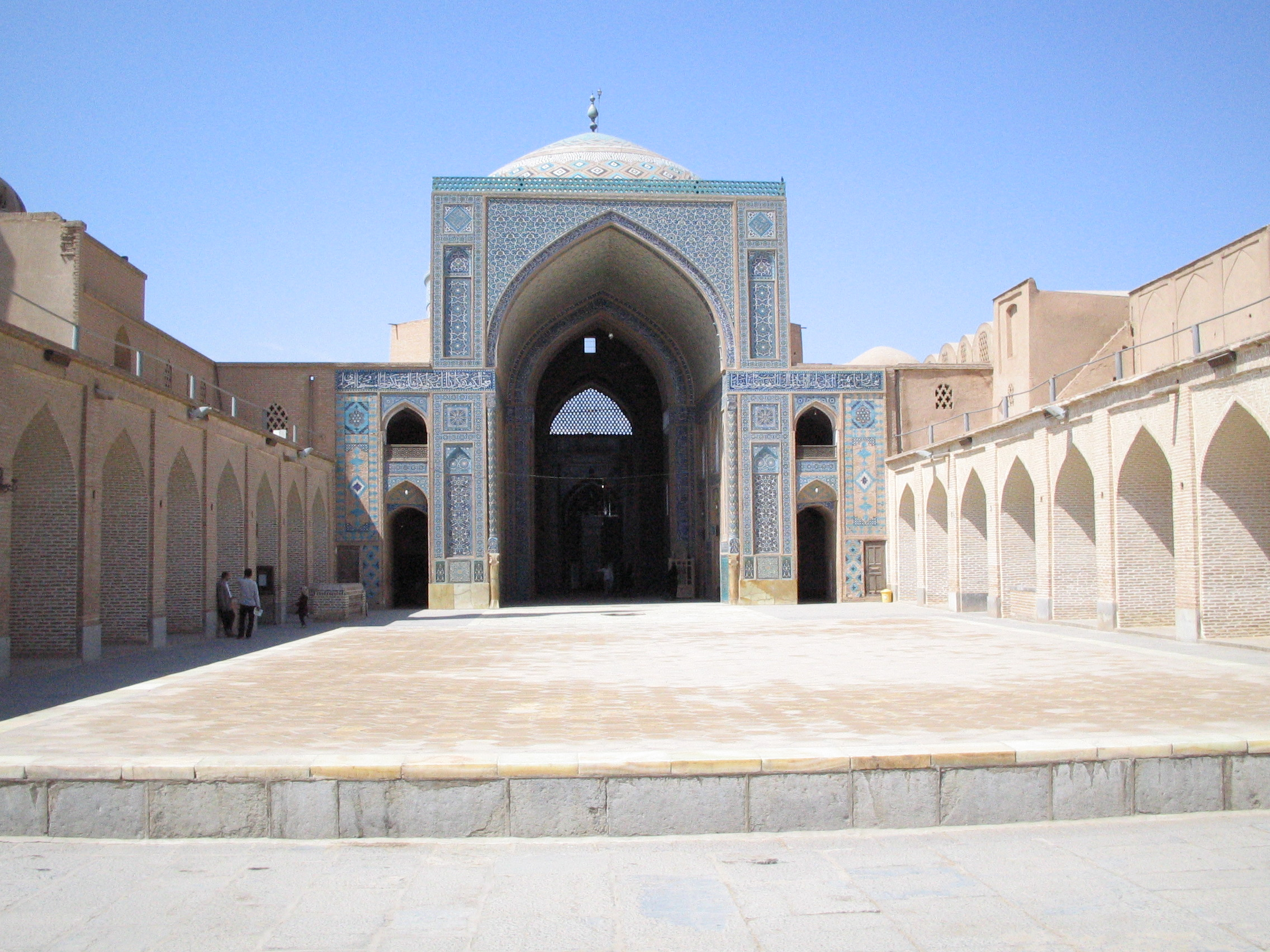
Внутренний двор
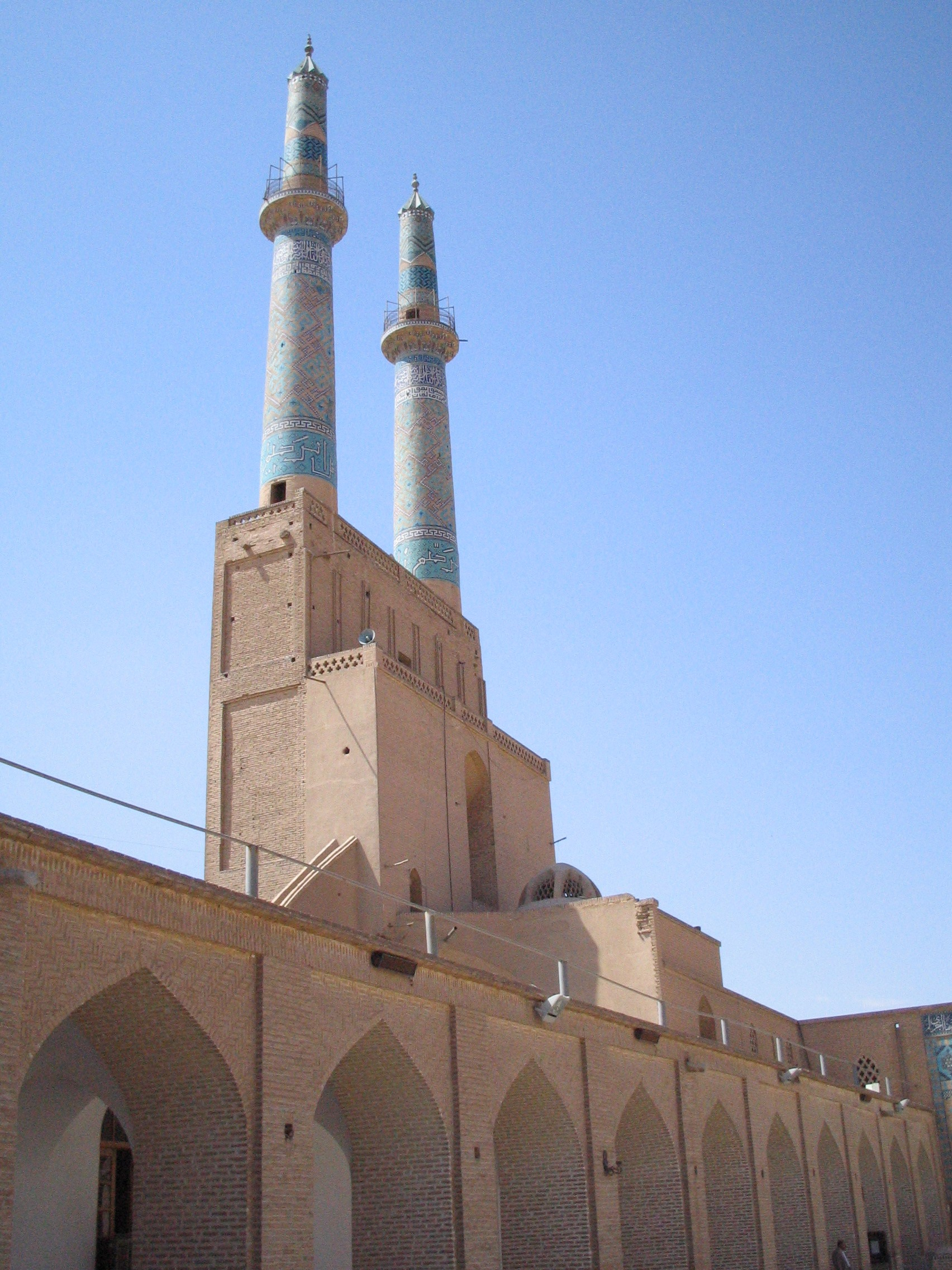
Внутренний двор
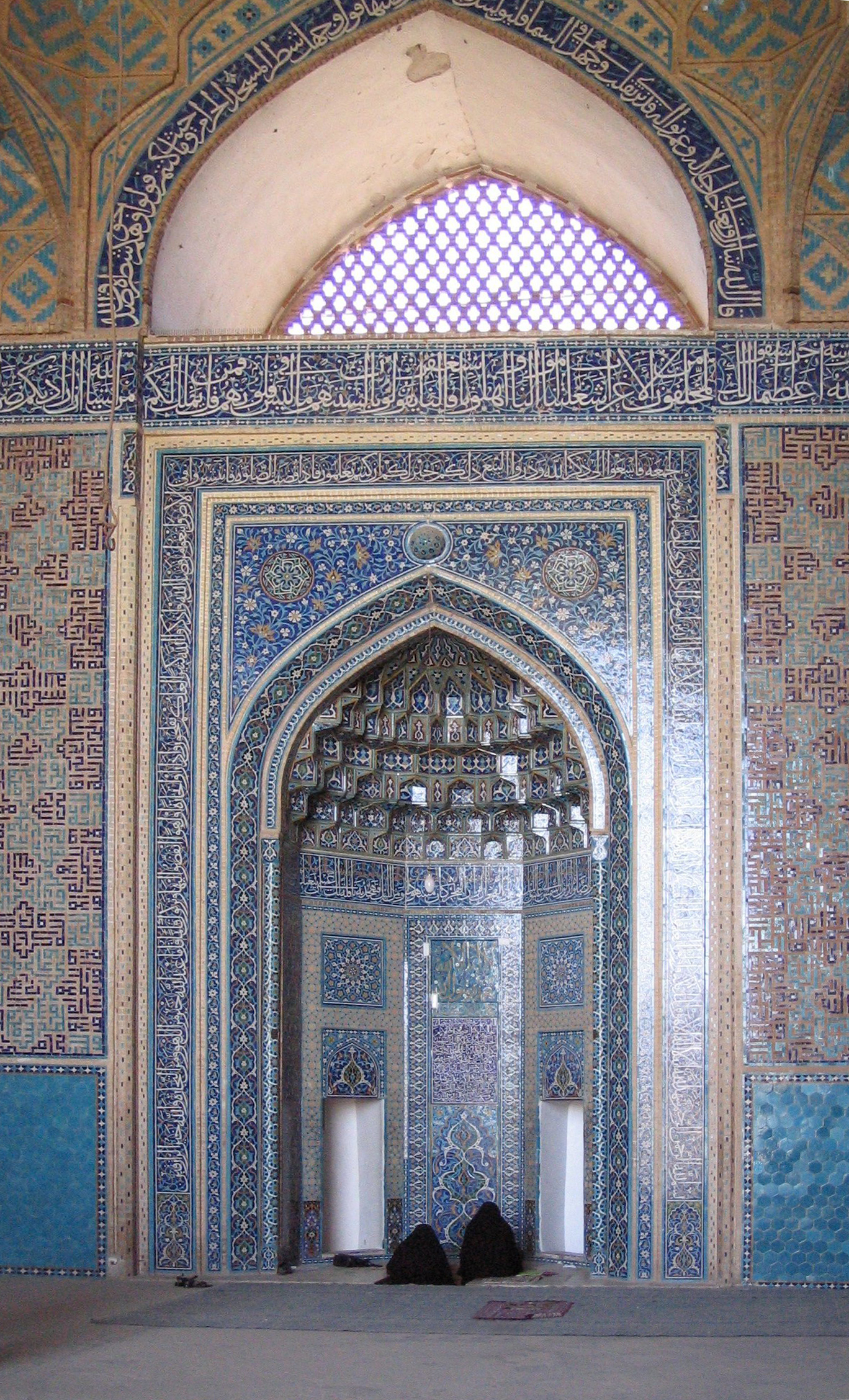
Михраб